# Svenstorp, Götene kommun
Svenstorp är en by öster om Götene i Holmestads socken i Götene kommun. Från 2015 avgränsar SCB här en småort.